# Ngiwal
Ngiwal is een van de zestien staten van Palau. De staat is gelegen op het Palause hoofdeiland Babeldaob en heeft een oppervlakte van 26 km², die bewoond wordt door 282 mensen (2015). De hoofdplaats van Ngiwal is Ngercheluuk, andere kernen in de staat zijn Ngelau en Ngermechau.
Ngiwal is een klein dorpje aan de oostkant van Babeldaob. De bewoners zijn voornamelijk vissers of werken er voor de staat. Er zijn enkele familiebedrijven, een basisschool en een openbare bibliotheek. In de bibliotheek is er een grote collectie Engelstalige kinderboeken beschikbaar en een exemplaar van alle Palause boeken.
Het dorpje is bekend om zijn mooie stranden, maar sinds er een verharde weg te dicht bij Honeymoon Beach is aangelegd, is het zand er uitgehold. Ngiwal is bij vloed rechtstreeks te bereiken per boot. Verder is het dorp ook bekend om de vele calamondinbomen.
Ngelau · Ngercheluuk · Ngermechau
Aimeliik · Airai · Angaur · Hatohobei · Kayangel · Koror · Melekeok · Ngaraard · Ngarchelong · Ngardmau · Ngatpang · Ngchesar · Ngeremlengui · Ngiwal · Peleliu · Sonsorol